# Cardioglossa leucomystax
Cardioglossa leucomystax es una especie de anfibios de la familia Arthroleptidae.
Habita en Camerún, República del Congo, la República Democrática del Congo, Costa de Marfil, Guinea Ecuatorial, Gabón, Ghana, Guinea, Liberia, Nigeria y, posiblemente, Angola.
Sus hábitats naturales son bosques tropicales o subtropicales secos y a baja altitud, montanos tropicales o subtropicales secos, ríos y zonas antiguamente boscosas ahora degradadas.
Está amenazada de extinción por la pérdida de su hábitat natural.